# 米河内町
米河内町（よなごうちちょう）は、愛知県岡崎市の町名である。丁番を持たない単独町名である。

## 地理
岡崎市の北部に位置する。31の小字が設置されている。

### 河川
- 青木川

### 小字
| - 字味野（あじの） - 字荒井（あらい） - 字稲葉（いなば） - 字ウシロ田（うしろだ） - 字ウバヤゲ（うばやげ） - 字開元（かいげん） - 字ギコウ（ぎこう） - 字狐ヤゲ（きつねやげ） - 字切山田（きりやまだ） - 字楠形（くすがた） - 字笹ケ入（ささがいり） | - 字三千石（さじこ） - 字三本樹（さんぼんぎ） - 字惣作（そうさく） - 字玉ノ沢（たまのさわ） - 字投ノ入（なげのいり） - 字梨形（なしがた） - 字二斗蒔（にとまき） - 字根張沢（ねばりざわ） - 字登り（のぼり） - 字日影（ひかげ） | - 字平地（ひらち） - 字ヒロミ（ひろみ） - 字本坂（ほんざか） - 字松森（まつもり） - 字万畳田（まんじょうだ） - 字三島（みしま） - 字峯田（みねた） - 字ヤゲ沢（やげさわ） - 字山ノ田（やまのた） - 字吉田（よしだ） |

## 世帯数と人口
2019年（令和元年）5月1日現在の世帯数と人口は以下の通りである。
| 町丁     | 世帯数  | 人口  |
| -------- | ------- | ----- |
| 米河内町 | 270世帯 | 718人 |

### 人口の変遷
国勢調査による人口の推移
| 1995年（平成7年）  | 901人 | [ 5 ] |  |
| 2000年（平成12年） | 903人 | [ 6 ] |  |
| 2005年（平成17年） | 875人 | [ 7 ] |  |
| 2010年（平成22年） | 814人 | [ 8 ] |  |
| 2015年（平成27年） | 734人 | [ 9 ] |  |

## 小・中学校の学区
市立小・中学校に通う場合、学区は以下の通りとなる。
| 番・番地等 | 小学校               | 中学校             |
| ---------- | -------------------- | ------------------ |
| 全域       | 岡崎市立常磐東小学校 | 岡崎市立常磐中学校 |

## 歴史
額田郡米河内村の一部を前身とする。
1889年10月1日に滝村、米河内村、安戸村、小丸村、新居村、蔵次村、大柳村が合併し、常磐村となった。同日、滝村消滅。

## 施設

岡崎市立常磐東小学校

- 岡崎市立常磐東小学校
- 岡崎警察署米河内駐在所
- 弥勤神社
- 八幡宮
- 徳善寺

## 交通
- 新東名高速道路
  - 通過するのみである。
- 愛知県道335号南大須鴨田線（大沼街道）
- 愛知県道477号東大見岡崎線（大沼街道）

## その他

### 日本郵便
- 郵便番号 : 444-3167[3]（集配局：岩津郵便局[11]）。

## 参考資料
- 「角川日本地名大辞典」編纂委員会 編『角川日本地名大辞典 23 愛知県』角川書店、1989年3月8日。ISBN 4-04-001230-5。
- 有限会社平凡社地方資料センター 編『日本歴史地名体系第23巻 愛知県の地名』平凡社、1981年。ISBN 4-582-49023-9。